# La société du spectacle

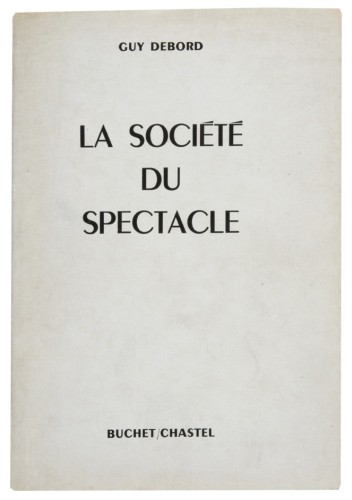
Capa da primeira edição do livro

La société du spectacle (A Sociedade do Espetáculo em português) é um livro do marxista Guy Debord, publicado em 1967. Trata-se de uma crítica teórica sobre consumo, sociedade e capitalismo. Debord publicou um livro subsequente Comentários sobre a Sociedade do Espectáculo em 1988.
O autor foi um dos fundadores da Internacional Situacionista.

## Sumário
O trabalho é uma série de 221 teses curtas em forma de aforismos. Cada uma contem um parágrafo.